# Old Tom Morris
Thomas Mitchell Morris (St. Andrews, 16 de junho de 1821 - St. Andrews, 24 de maio de 1908), mais conhecido como Old Tom Morris (ou Velho Tom Morris), foi um escocês jogador profissional de golfe. Morris foi um dos pioneiros do esporte e como "Greenkeeper" e jogador profissional dos "Links de St. Andrews" (um dos campos de golfe mais antigos e famosos do mundo) foi um dos principais influenciadores na criação do Aberto Britânico de Golfe, torneio que ele ganhou quatro vezes entre 1861 e 1867. Durante muitos anos, Morris foi aprendiz e assistente de Allan Robertson, considerado o primeiro golfista profissional da história. Morris é pai de Young Tom Morris que é considerado o primeiro jovem prodígio da história do esporte. Com apenas 21 anos de idade, ele já havia ganhado quatro títulos consecutivos do Aberto Britânico de Golfe, um feito jamais repetido por nenhum outro golfista.
Morris nasceu em 1821 em St. Andrews, local considerado como o "Berço do Golfe" e morreu na mesma cidade em 1908 aos 86 anos de idade.

## Ligações Externas
- Perfil no Hall da Fama do Golfe